# کنستانتین کاراتئودوری
کنستانتین کاراتئودوری (انگلیسی: Constantin Carathéodory؛ زاده ۱۳ سپتامبر ۱۸۷۳ درگذشته ۲ فوریهٔ ۱۹۵۰) یک دانشمند در زمینه ریاضیات اهل آلمان بود.